# Supercoupe d'Algérie de football 1981
Navigation
Supercoupe d'Algérie 1992
La Supercoupe d'Algérie de football 1981 est la première édition de la Supercoupe d'Algérie de football. Le match oppose le RS Kouba, champion d'Algérie en titre au détenteur de la Coupe d'Algérie, l'USK Alger.
Organisée en ouverture de la saison sportive 1981-1982, la rencontre se déroule le 20 août 1981 au Stade du 20-Août-1955 d'Alger, et voit la victoire du RS Kouba sur l'USKA par 3 buts à 1.

## Résumé du match

### Feuille de match
| Entraîneur :      |
| Abdelkader Zerrar |

| Entraîneur : |
| Ali Benfadah |

| Entraîneur :      |
| Abdelkader Zerrar |

| Entraîneur : |
| Ali Benfadah |